# Nuorunen
Le Nuorunen (en russe : Нуорунен) est une montagne de la commune de Kiestinki située dans la partie nord-ouest de la République de Carélie en Russie.

## Géographie
Le Nuorunen est situé à la limite sud du parc national de Paanajärvi, à environ 15 kilomètres au nord du lac Paanajärvi à vol d'oiseau, juste au sud du cercle polaire arctique dans la partie russe du massif de Maanselkä.
Le Nuorunen culmine à 576 mètres d'altitude et il est le point culminant de la république de Carélie. Un très grand rocher se trouve à son sommet, probablement un sieidi.
Outre le Nuorunen proprement dit, au nord s'élève le Poikanuorunen (environ 340 m) et plus au nord-est, sur les rives du lac Tsipringa, le Päänuorunen (486 m).
Le Nuorunen est situé dans la région de Salla–Kuusamo, qui a été cédée par la Finlande à l'Union soviétique. Avant la cession, elle appartenait à la municipalité de Kuusamo. La montagne s'élève dans le secteur nord-ouest du raïon de Loukhi, à l'est de la frontière finlandaise.